# Fokker D.VII
Fokker D.VII — одноместный лёгкий скоростной истребитель.
Разработан фирмой Fokker Антона Фоккера. Конструктор Райнхольд Платц. Первый полёт состоялся в 1918 году. К 11 ноября 1918 года заводе в Шверине было построено более 700 самолётов D.VII, а на двух заводах фирмы «Альбатрос» выпустили около 2600 машин. Самолёт считается лучшим немецким истребителем Первой мировой войны. Во второй половине 1918 года самолёты Fokker D VII составили 75 % парка немецких истребительных эскадрилий.
Этот истребитель был настолько хорош, что в условиях Первого компьенского перемирия 1918 года специально был внесен пункт, обязывающий уничтожить все самолёты Fokker D.VII. Несмотря на это, машина стояла на вооружении ряда стран в послевоенный период — Антону Фоккеру удалось негласно сохранить многие самолёты, а затем тайно переправить их поездами в нейтральные Нидерланды, где они были обновлены и проданы ВВС других стран; например, ВВС Дании.

## Создание
В Шверине лишь рассчитали прочностные характеристики прототипа, а чертежи выполнялись мелом на доске. Лишь перед началом серийного производства появились чертежи, выполненные карандашом на бумаге. Заводы-лицензенты получили по одному самолёту, для копирования. В результате на каждом предприятии выпускали свою версию самолёта.

## Технические характеристики
Характеристики для модификации с двигателем «БМВ IIа» мощностью 132 кВт, также есть модификации с 6-цилиндровыи двигателем жидкостного охлаждения «Мерседес D.III» мощностью 117 кВт. 
Источник данных: «Истребители Первой Мировой войны. Часть1»

Технические характеристики
- Экипаж: 1 пилот
- Длина: 6,95 м
- Размах крыла: 8,9 м
- Высота: 2,85 м
- Площадь крыла: 20,5 м²
- Масса пустого: 700 кг
- Нормальная взлётная масса: 850 кг
- Силовая установка: 1 × жидкостного охлаждения БМВ IIа
- Мощность двигателей: 1 × 180 л. с. (1 × 132 кВт)

Лётные характеристики
- Максимальная скорость: 200 км/ч
- Крейсерская скорость: 180 км/ч

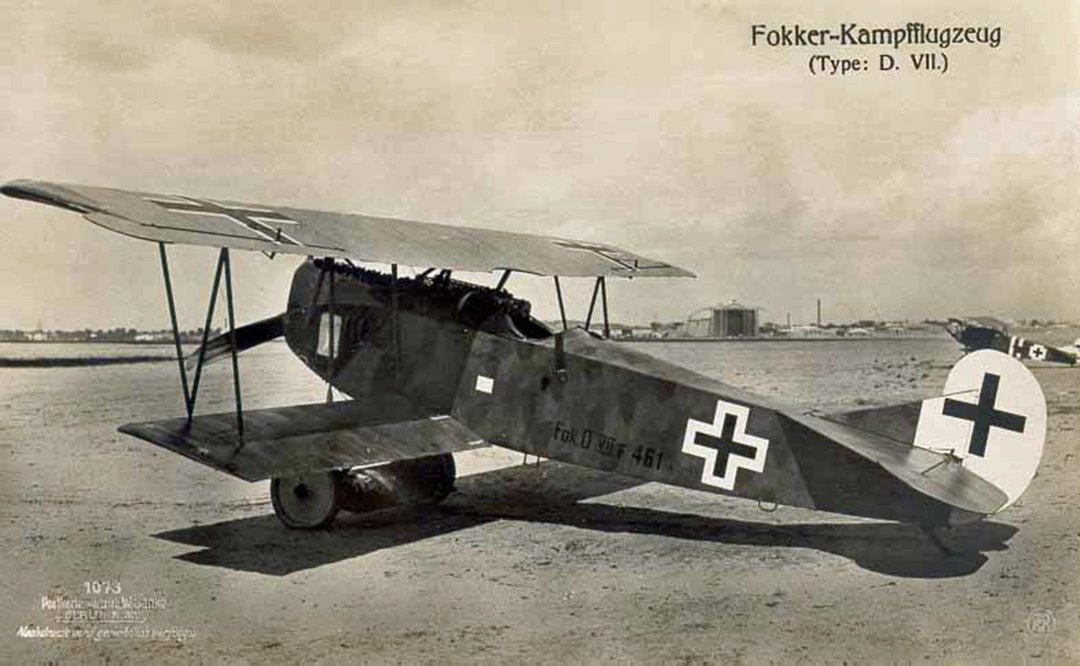
Fokker D.VII(F)

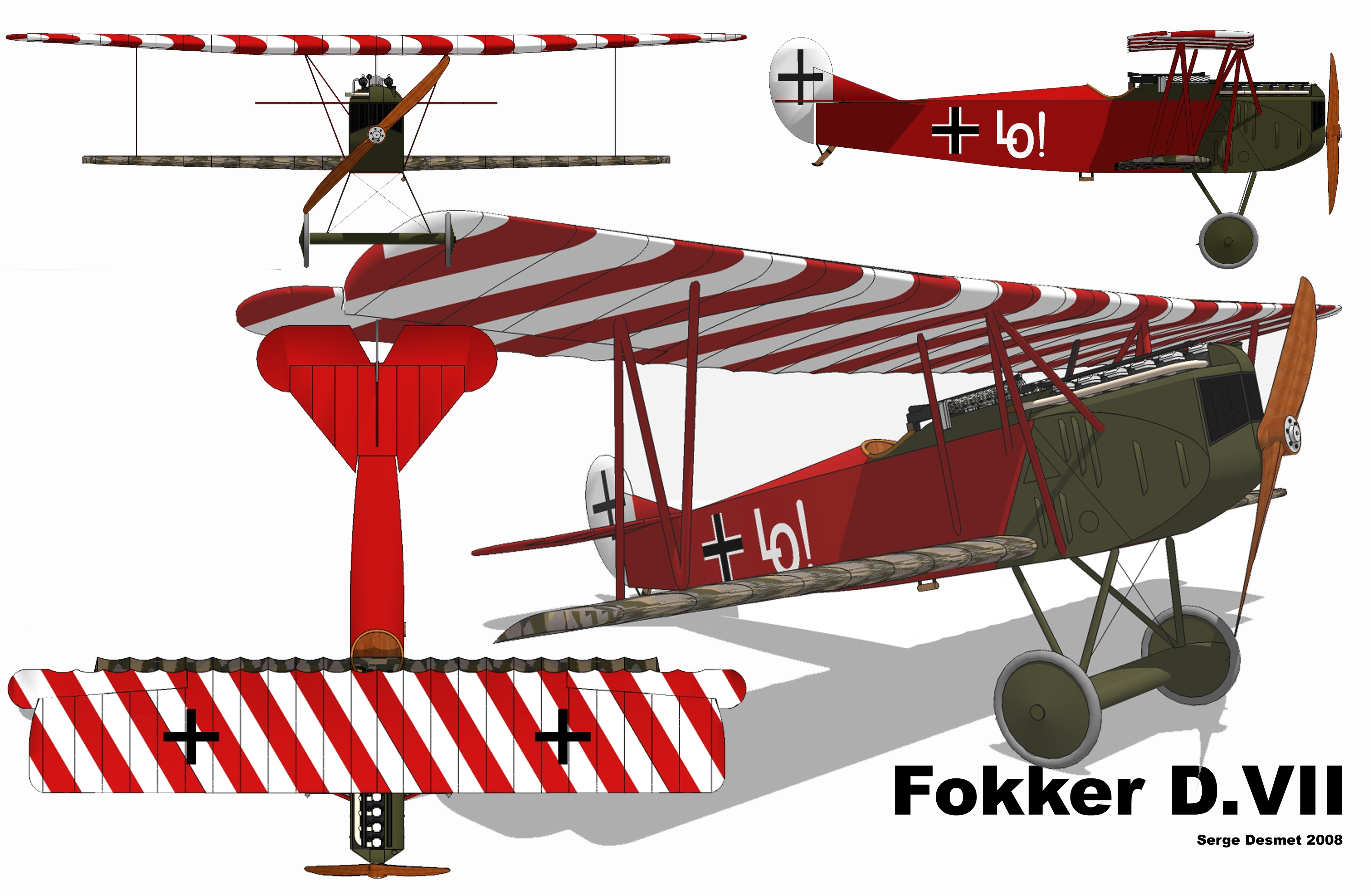
Fokker D.VII

- Продолжительность полёта: 1,7 часа
- Практический потолок: 6400 м
- Скороподъёмность: 313 м/мин

Вооружение
- Стрелково-пушечное: 2 × 7,92 мм синхронных пулемёта LMG 08/15 «Шпандау», боекомплект 500 выстрелов на ствол.

## Сохранившиеся Fokker D.VII
Сохранившиеся экземпляры Fokker D.VII можно увидеть во многих музеях стран мира. В частности:
- В Национальном музее авиации и космонавтики в Вашингтоне;
- В Музее военной авиации (нидерл. Militaire Luchtvaart Museum) в Нидерландах;
- В Немецком музее в Мюнхене.

## Истребитель Fokker D.VII в Военно-воздушных силах РККА
При эксплуатации истребителя Fokker D.VII (ФД-7) в строевых лётных частях ВВС РККА было обнаружено неприятное качество двигателя.
Красный военный лётчик (красвоенлёт) Георгий Байдуков вспоминал:

«При пилотаже на самолёте ФД-7 от аэродрома уходить не разрешалось, так как при зависании на фигурах [высшего пилотажа] мотор глох и запустить его невозможно было даже на пикировании. Из-за этого недостатка при вынужденной посадке [на планировании с остановившимся двигателем] разбили несколько самолётов, лётчики же получили серьёзные ранения».
Валерий Чкалов, красвоенлёт 1-й авиационной эскадрильи ВВС РККА, первым осуществил запуск двигателя Fokker D.VII в полёте. Осенью 1924 года над аэродромом в Гатчине В. Чкалов намеренно зависал в воздухе на истребителе Fokker D.VII, добиваясь остановки мотора. Затем, с остановившимся двигателем, пилот вводил самолёт в глубокое пикирование и вблизи земли, набрав необходимую скорость, выводил самолёт из пикирования с набором высоты и одновременным резким разворотом в сторону, противоположную вращению винта. Под сильным напором встречного воздуха винт самолёта начинал проворачиваться и при включенном зажигании двигатель запускался и уже устойчиво работал в полёте. Таким пилотажным приёмом Валерий Чкалов добивался самозапуска остановившегося двигателя в полёте. Этот успешный приём В. Чкалов несколько раз уверенно продемонстрировал в полёте над Гатчиной в присутствии наблюдателей на земле. По предложению командира эскадрильи Ивана Панфиловича Антошина красвоенлёт Валерий Чкалов написал инструкцию по запуску двигателя самолёта Фоккер Д-7 в полёте для строевых лётчиков ВВС РККА. Этот приём стал обязательным для обучения красвоенлётов в полётах на Фоккере Д-7.